# Danae testacea
Danae testacea là một loài bọ cánh cứng trong họ Endomychidae. Loài này được Ziegler miêu tả khoa học năm 1845.